# Tweede Kasjmiroorlog
De Tweede Kasjmiroorlog was een oorlog om Kasjmir tussen India en Pakistan in 1965.

## Wat voorafging
India en Pakistan hadden in 1947 na de deling van India de Eerste Kasjmiroorlog uitgevochten en India had daarbij het grootste, dichtstbevolkte en vruchtbaarste deel van Kasjmir verkregen, hoewel de bevolking er overwegend moslim was, zoals in Pakistan. India had in 1962 de Chinees-Indiase Oorlog verloren tegen China.

## Operatie Gibraltar
Vanuit Pakistaanse gebieden drongen 9 groepen van samen tussen 26.000 en 33.000 mannen het Indisch gedeelte van Kasjmir binnen met het oogmerk om er een opstand tegen het bewind van India te ontketenen. De plaatselijke bewoners van Indisch Kasjmir ontmaskerden evenwel de indringers.

## Ten oorlog
Op 15 augustus 1965 staken Indische troepen de grens over naar het Pakistaanse deel van Kasjmir.
India boekte succes in het noorden. Na artilleriebeschieting kon het drie strategisch belangrijke posten in de bergen innemen en de Haji Pir-pas 8 kilometer in Pakistaanse gebied. Voor het einde van de maand boekte Pakistan vooruitgang in Tithwail, Uri en de Punchvallei.

## Operatie Grand Slam
Op 1 september lanceerde Pakistan een tegenaanval tegen Akhnoor om de bevoorrading van de Indiërs af te snijden. Pakistan viel daar aan met een numeriek overwicht en met technisch betere tanks. India zette daarop de luchtmacht in. De volgende dag vloog de Pakistaanse luchtmacht vergeldingsaanvallen tegen Indische strijdkrachten en vliegvelden in Kasjmir en in Punjab. Het Pakistaanse leger kon evenwel de stad Akhnoor niet innemen.
Op 6 september stak de 15e infanteriedivisie onder generaal major Prasad – een veteraan van de Tweede Wereldoorlog – het Ichhogil-kanaal - de grens met Pakistan - over in het westen. Bij de eerste poging liep de generaal in een hinderlaag en moest hij uit zijn voertuig vluchten, maar een tweede poging langs de brug bij Barki ten oosten van Lahore lukte. De Indiërs konden zo oprukken naar de luchthaven van Lahore. De Verenigde Staten verzochten om een tijdelijk staakt-het-vuren om hun burgers uit Lahore te evacueren. Een eenheid van JAT3 was ook het kanaal overgestoken en nam de stad Batapore in. Dezelfde dag nog dreef een tegenaanval van Pakistaanse tanks, infanterie met luchtsteun van F-86 Sabres de 15e infanteriedivisie terug.
De Indische 1e tankdivisie viel Sialkot aan. Pakistan nam ze met tanks onder vuur bij Taroah en dwong ze om terug te trekken.
De 1e tankdivisie van Pakistan viel Khemkaran aan met de bedoeling om Amritsar in Punjab in te nemen en de brug over de rivier Beas te Jalanhar. De 4e bergdivisie van India vernietigde 100 Patton tanks bij Asal Uttar, nu bekend als "Patton nagar" (Patton-stad)
Beide partijen boekten terreinwinst op het ene front en terreinverlies op het andere front. India telde 3000 doden en Pakistan 3800 doden. India had 1840 km² Pakistaans gebied ingenomen in de sectoren Sjalkot, Lahore en Kasjmir. Pakistan had 545 km² Indisch gebied ingenomen tegen Dindh en in Chumb in het noorden.

## Tankslagen
Pakistan had meer en betere tanks. Ze vochten vooral met Patton-tanks, maar ze waren onvoldoende geoefend om de mogelijkheden van de M47 Patton- en M48 Patton-tanks ten volle te benutten. Verder hadden ze nog M4 Sherman met een M1 75 mm-kanon ter beschikking, M24 Chaffee-lichte tanks en M36 Jackson-tankjagers met 90 mm-kanonnen. India had vooral oudere M4 Sherman-tanks. Sommige hadden een nieuw Frans CN 75 50-kanon met hoge mondingssnelheid, maar andere hadden nog een oud M3 75 mm-kanon. India had nog Britse Centurion tanks met Royal Ordnance L7 105 mm-kanon en een zwaar pantser, die goed slag konden leveren met de Patton-tanks. Verder had India AMX13-, PT76- en M3 Stuart-lichte tanks.

## Luchtoorlog
Beide landen vochten ook in de lucht. Pakistan had betere vliegtuigen, maar India had er meer. De balans bleef in evenwicht. India verloor tussen de 35 en de 104 vliegtuigen en Pakistan verloor tussen de 19 en de 73 vliegtuigen. Na 10 dagen oorlog vroeg Pakistan dringend extra vliegtuigen aan Indonesië, Irak, Iran, Turkije en China. Pakistan viel vooral aan met F-86 Sabres, maar die waren kwetsbaar tegen Folland Gnats van India. De Lockheed F-104 Starfighter van Pakistan was het snelste vliegtuig. India viel vooral aan met Hawker Hunters. India vloog ook met De Havilland Vampires en Dassault Mystères. Het zwaarste luchtgevecht gebeurde boven de Pakistaanse luchtmachtbasis Sargodha.
Sabres schoten het burgervliegtuig van eerste minister Balawant Ray Mehta van Gujarat neer boven Indische bodem.

## Paracommando’s
In een poging om de Indiase luchtmacht uit te schakelen sprongen 135 Pakistaanse paracommando’s boven 3 Indiase vliegvelden Halwara, Pathankot en Adampur. 93 werden gevangengenomen, 20 werden gedood en maar 22 keerden terug.

## De zeemachten
Op 7 september bombardeerde de Pakistaanse zeemacht een radarstation bij de stad Dwarka, 300 km ten zuiden van Karachi. Daarop voer de Indiase vloot naar Dwarka om verdere bombardementen te voorkomen. Het vliegdekschip van India, INS Vikrant lag toen in de droogdok voor reparaties en modificaties, het vocht niet mee.

## Munitie op
De Verenigde Staten was de grootste wapenleverancier van beide partijen. De wapenleveringen waren bedoeld in de strijd tegen het communisme, maar niet om elkaar te bevechten. De V.S. en Groot-Brittannië zetten alle leveringen van wapens en munitie aan beide partijen stop. Pakistan had al 80 % munitie verschoten en kon de oorlog dus niet voortzetten. China trok troepen samen bij de grens met India. India kon en wilde niet op twee fronten vechten. Op 22 september stemde de Veiligheidsraad van de Verenigde Naties eenparig een resolutie voor een onvoorwaardelijk staakt-het-vuren. Premier Aleksej Kosygin van de Sovjet-Unie bemiddelde een staakt-het-vuren in Tasjkent met de Indische eerste minister Lal Bahadur Shastri en de Pakistaanse president Ayub Khan. Na het staakt-het-vuren waren er nog altijd schermutselingen. De spanning tussen beide landen bleef en zou zich zes jaar later ontladen in de Indo-Pakistaanse Oorlog van 1971.